# ساسم مدملك
ساسم مدملك أو خشب الورد النيكاراغوي أو باليزاندر (الاسم العلمي:Dalbergia retusa) هو نوع من النباتات يتبع جنس الساسم من الفصيلة البقولية.